# Давній Малин (монета)
«Да́вній Ма́лин» — пам'ятна монета номіналом 5 гривень, випущена Національним банком України, присвячена місту Малину, розташованому на берегах річки Ірші, притоки Тетерева, яке, за археологічними даними, має давню історію. У смузі сучасного міста збереглися рештки стародавнього городища, яке виникло на межі VIII—IX ст. як укріплений пункт одного зі східнослов'янських племен, що входили до Древлянського племінного союзу.
Монету введено в обіг 28 липня 2016 року. Вона належить до серії «Стародавні міста України».

## Опис монети та характеристики
| Номінал грн. | Метал      | Маса, г | Діаметр, мм | Якість виготовлення       | Гурт     | Тираж, штук |
| ------------ | ---------- | ------- | ----------- | ------------------------- | -------- | ----------- |
| 5            | нейзильбер | 16,54   | 35,0        | спеціальний анциркулейтед | рифлений | 30 000      |

### Аверс
На аверсі монети розміщено: сувій банкнотного паперу, на якому зображено паперову фабрику, засновану в другій половині XIX ст.; угорі — стилізованого паперового птаха; ліворуч — малий Державний Герб України, напис «УКРАЇНА», номінал «5/ГРИВЕНЬ», рік карбування монети «2016» та логотип Банкнотно-монетного двору Національного банку України (праворуч).

### Реверс
На реверсі монети в центрі зрізу старого дерева, що символізує древлянські землі, зображено стилізований давній град, праворуч і ліворуч від якого написи «ДАВНІЙ МАЛИН».

## Автори

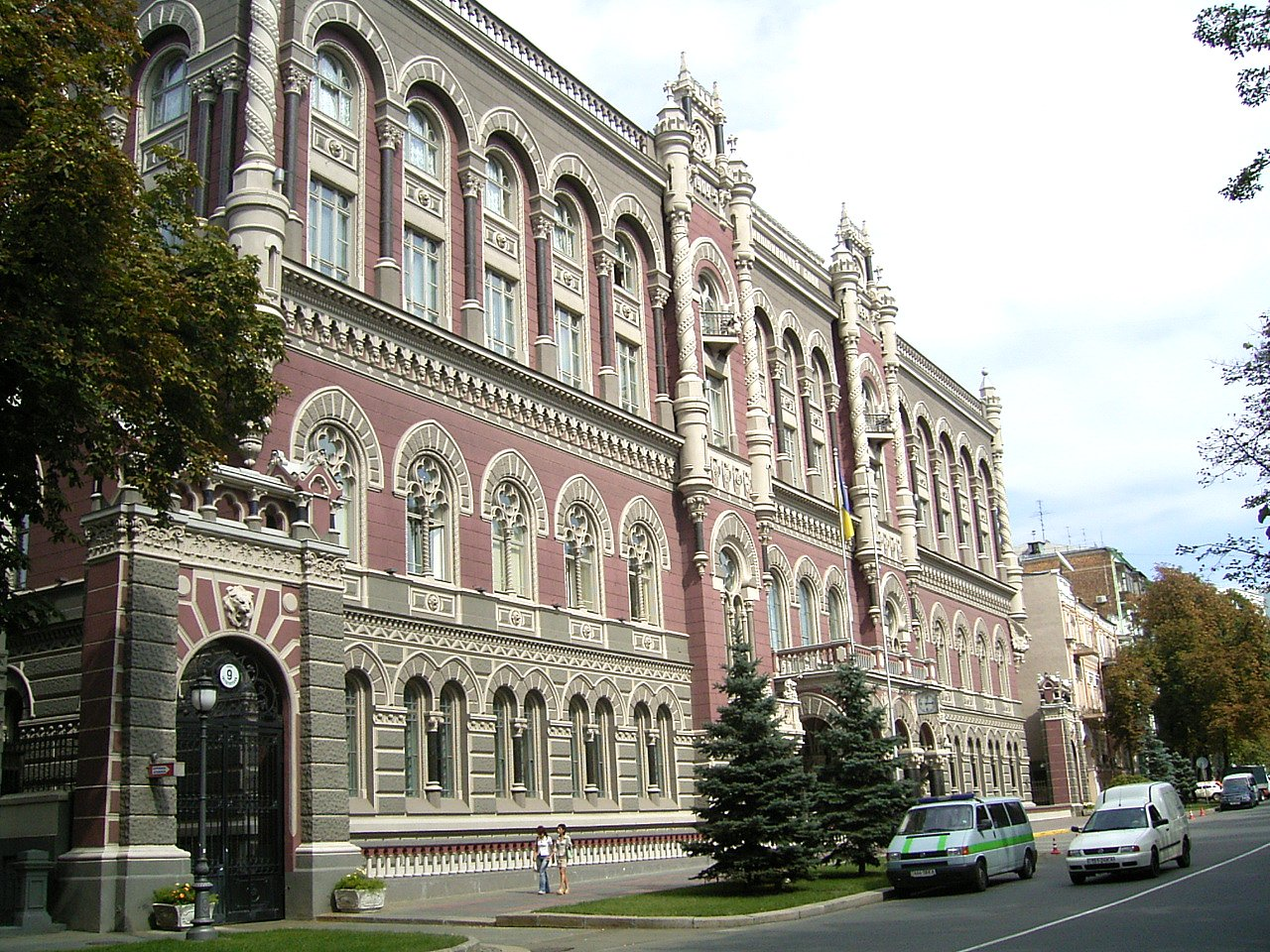
Будівля Національного банку України

- Художник — Фандікова Наталія.
- Скульптори: Дем'яненко Володимир, Демяненко Анатолій.

## Вартість монети
Під час введення монети в обіг у 2016 році, Національний банк України реалізовував монету через свої філії за ціною 38 гривень.
Фактична приблизна вартість монети, з роками змінювалася так:
| Рік        | 2017 | 2018 | 2019 | 2020 | 2021 | 2022 | 2023 | 2024 | 2025 |
| ---------- | ---- | ---- | ---- | ---- | ---- | ---- | ---- | ---- | ---- |
| Ціна, грн. | 53   | 60   | 60   | 65   | 80   | 85   | 175  | 340  | 360  |